# العلاقات الكولومبية المصرية
العلاقات الكولومبية المصرية هي العلاقات الثنائية التي تجمع بين كولومبيا ومصر.

## مقارنة بين البلدين
هذه مقارنة عامة ومرجعية للدولتين:
| وجه المقارنة                                              | كولومبيا        | مصر           |
| --------------------------------------------------------- | --------------- | ------------- |
| المساحة (كم2)                                             | 1.14 مليون      | 1.01 مليون    |
| عدد السكان (نسمة)                                         | 49.07 مليون     | 94.80 مليون   |
| الكثافة السكانية (ن./كم²)                                 | 43.04           | 93.86         |
| العاصمة                                                   | بوغوتا          | القاهرة       |
| اللغة الرسمية                                             | اللغة الإسبانية | اللغة العربية |
| العملة                                                    | بيزو كولومبي    | جنيه مصري     |
| الناتج المحلي الإجمالي (بليون دولار)                      | 309.19 مليار    | 235.37 مليار  |
| الناتج المحلي الإجمالي (تعادل القوة الشرائية) بليون دولار | 724.96 مليار    | 998.67 مليار  |
| الناتج المحلي الإجمالي الاسمي للفرد دولار أمريكي          | 7.60 ألف        | 3.61 ألف      |
| الناتج المحلي الإجمالي للفرد دولار أمريكي                 | 13.36 ألف       |               |
| مؤشر التنمية البشرية                                      | 0.720           | 0.690         |
| رمز المكالمات الدولي                                      | +57             | +20           |
| رمز الإنترنت                                              | .co             | .eg، .مصر     |
| المنطقة الزمنية                                           | 00              | ت ع م+02:00   |

## منظمات دولية مشتركة
يشترك البلدان في عضوية مجموعة من المنظمات الدولية، منها:
| علم المنظمة | اسم المنظمة                               | تاريخ انضمام كولومبيا | تاريخ انضمام مصر |
| ----------- | ----------------------------------------- | --------------------- | ---------------- |
|             | البنك الدولي للإنشاء والتعمير             | 24 ديسمبر 1946        | 27 ديسمبر 1945   |
|             | منظمة التجارة العالمية                    | ?                     | 30 يونيو 1995    |
|             | المركز الدولي لتسوية المنازعات الاستشارية | 14 أغسطس 1997         | 2 يونيو 1972     |
|             | الفريق المعني برصد الأرض                  | ?                     | فبراير 2005      |
|             | المنظمة الهيدروغرافية الدولية             | ?                     | 21 يونيو 1921    |
|             | الأمم المتحدة                             | 5 نوفمبر 1945         | 24 أكتوبر 1945   |
|             | منظمة الشرطة الجنائية الدولية             | ?                     | 7 سبتمبر 1923    |
|             | وكالة ضمان الاستثمار متعدد الأطراف        | 30 نوفمبر 1995        | 12 أبريل 1988    |
|             | يونسكو                                    | 31 أكتوبر 1947        | 22 يناير 1947    |
|             | مؤسسة التنمية الدولية                     | 16 يونيو 1961         | 26 أكتوبر 1960   |
|             | مؤسسة التمويل الدولية                     | 20 يوليو 1956         | 20 يوليو 1956    |
|             | الاتحاد البريدي العالمي                   | ?                     | ?                |
|             | الاتحاد الدولي للاتصالات                  | 25 أغسطس 1914         | 9 ديسمبر 1876    |

## وصلات خارجية
- موقع وزارة الخارجية المصرية